# Can Ros (Lliçà d'Amunt)
Can Ros és una masia de Lliçà d'Amunt inclosa en l'Inventari del Patrimoni Arquitectònic de Catalunya.

## Descripció
Planta rectangular amb coberta a dues vessants i carener perpendicular a la façana. Façana simètrica de paredat arrebossat. Portal d'entrada de mig punt adovellat. Les finestres de la planta baixa i de la planta pis són allindanades, de pedra, amb una petita motllura a la llinda. Hi ha tres contraforts a la façana de l'est, dos a l'oest i una cara al nord. Està envoltada per un barri amb portalada de carreus.